# Église Saint-Jacques de Cotdoussan
L'église Saint-Jacques est une église catholique implantée au village de Cotdoussan situé sur la commune de Ourdis-Cotdoussan dans le département des Hautes-Pyrénées et sur les chemins de Compostelle.

## Localisation
L’église est implantée avec son cimetière sur une terrasse au centre du village de Cotdoussan dans les Hautes-Pyrénées en région occitane.

## Histoire
L’église actuelle puise son origine dans la chapelle seigneuriale du château fort de Castelloubon, ancienne demeure des comtes de Lavedan construite en 945 et aujourd'hui pratiquement disparue. Alors que cette forteresse déjà délaissée depuis plusieurs siècles est définitivement abandonnée à la suite du tremblement de terre de 1660, sa chapelle castrale est reconstruite, agrandie et dotée d'un retable remarquable commandé par les habitants de ce village de montagne en 1662. Elle a fait depuis l'objet de nouveaux travaux à la fin du XVIIIe siècle.
Située sur l'un des itinéraires menant à Saint-Jacques de Compostelle, l'église est inscrite au titre des monuments historiques depuis 1979 et classée au Patrimoine Mondial au titre des chemins de Compostelle depuis 1998.
Le classement du bâtiment a permis sa rénovation au début du XXIe siècle.

## Architecture et description

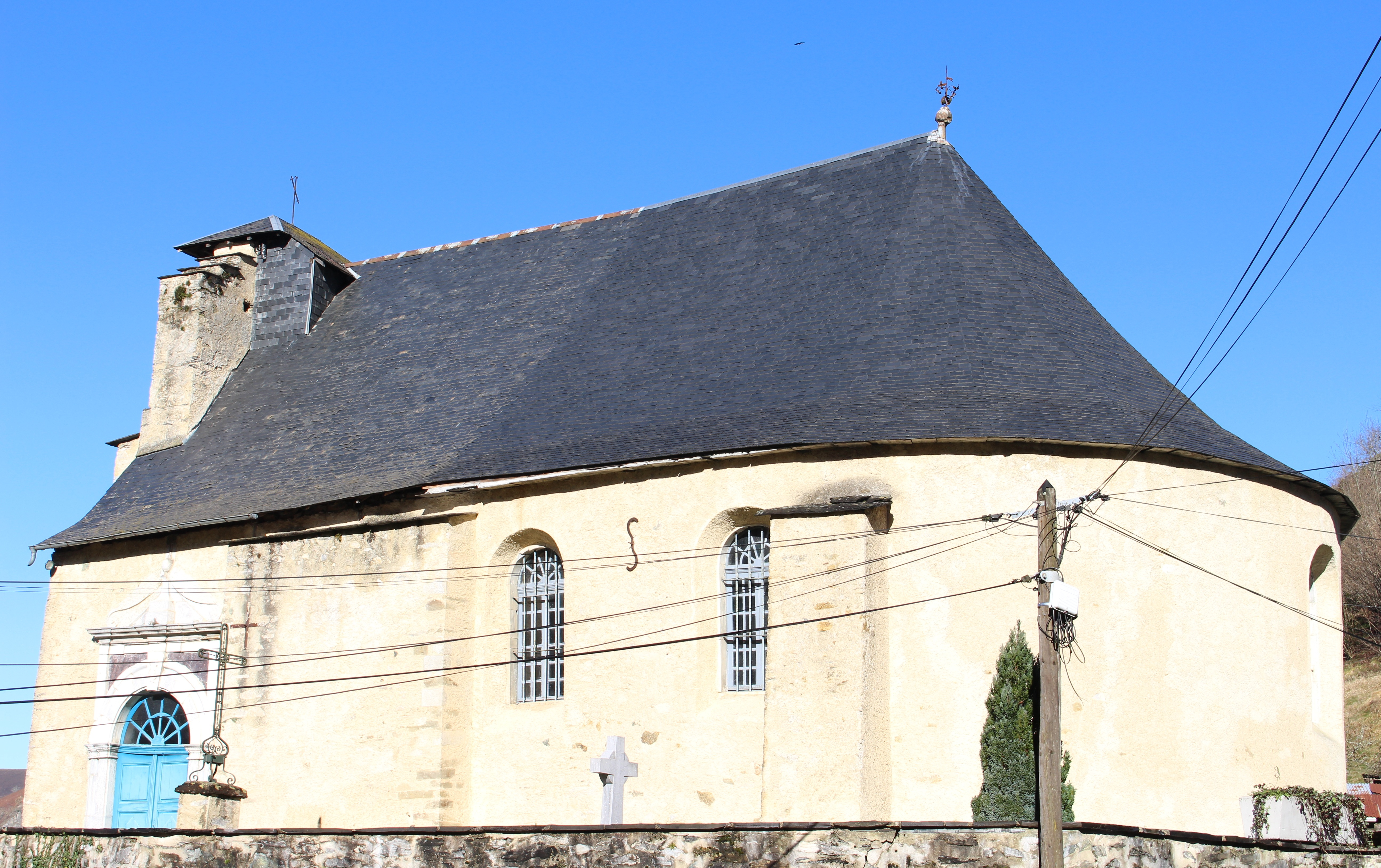
Église Saint-Jacques

L’église, orientée et implantée sur une terrasse, est à nef unique avec entrée latérale, clocher-mur et abside en cul-de-four. Le toit proéminent est couvert en ardoise.

## Mobilier
- Côté sud présence du tombeau d’un pèlerin daté de 1661.
- La base Palissy inventorie 4 objets dont le retable du maître-autel[5] inspiré de la Légende dorée représente trois épisodes de la vie de saint Jacques le Majeur[1].